# Людвікув (Пйотрковський повіт)
Людвікув (пол. Ludwików) — село в Польщі, у гміні Воля-Кшиштопорська Пйотрковського повіту Лодзинського воєводства.
Населення — 76 осіб (2011).
У 1975-1998 роках село належало до Пйотрковського воєводства.

## Демографія
Демографічна структура станом на 31 березня 2011 року:
|          | Загалом | Допрацездатний вік | Працездатний вік | Постпрацездатний вік |
| -------- | ------- | ------------------ | ---------------- | -------------------- |
| Чоловіки | 38      | 10                 | 25               | 3                    |
| Жінки    | 38      | 12                 | 22               | 4                    |
| Разом    | 76      | 22                 | 47               | 7                    |